# Queen II
Queen II este al doilea album de studio al formației britanice Queen. Acesta a fost lansat în anul 1974. Albumul original era compus din două „fețe”, una „albă” și una „neagră” (Side "White" și Side "Black").

## Lista melodiilor

### Side "White"
1. „Procession” (May) – 1:12
2. „Father To Son” (May) – 6:14
3. „White Queen” (May) – 4:36
4. „Some Day One Day” (May) – 4:22
5. „The Loser In The End” (Taylor) – 4:03

### Side "Black"
1. „Ogre Battle” (Mercury) – 4:08
2. „Fairy Feller's Master-Stroke” (Mercury) – 2:41
3. „Nevermore” (Mercury) – 1:18
4. „The March Oh The Black Queen” (Mercury) – 6:33
5. „Funny How Love Is” (Mercury) – 2:50
6. „Seven Seas Of Rhye” (Mercury) – 2:49

## Topuri muzicale
|                | Topuri               | Topuri    | Sales       | Sales   |
| Țara           | Poziția cea mai bună | Săptămâni | Certificare | Vânzări |
| -------------- | -------------------- | --------- | ----------- | ------- |
| Marea Britanie | 5                    | 29        | Platină     | 350.000 |
| Norvegia       | 19                   | 2         |             |         |
| Japonia        | 26                   |           |             |         |
| SUA            | 49                   | 13        | Aur         | 700.000 |